# NGC 5334
NGC 5334 é uma galáxia espiral barrada (SBc) localizada na direcção da constelação de Virgo. Possui uma declinação de -01° 06' 49" e uma ascensão recta de 13 horas, 52 minutos e 54,5 segundos.
A galáxia NGC 5334 foi descoberta em 15 de Abril de 1787 por William Herschel.